# Château fort de Dalhem
Le château de Dalhem, autrefois résidence des comtes de Dalhem, est un château en ruine de la ville belge de Dalhem, située rue Général Thys 29.
Le château aurait été construit en 1080.

## Historique
Durant la guerre de Quatre-Vingts Ans, le château de Dalhem fut le théâtre de combats acharnés lors de la prise de Dalhem le 20 juin 1578. Une petite garnison défendit la ville et le château jusqu'au dernier homme, avant d'être massacrée par les troupes d'Alexandre Farnèse.
En 1648, le château fut assiégé et détruit par les troupes des États généraux, tombant ensuite en ruine.
En 1648, le château fut assiégé et détruit par les troupes des États généraux, tombant ensuite en ruine. Dominant le village du haut de sa colline, le château était construit en blocs de grès et occupait une position stratégique au confluent de la Berwinne et de la Bolland. Aujourd'hui, seuls subsistent des vestiges du donjon et des murs d'enceinte, offrant un aperçu de l'ancienne grandeur du château.